# 급행열차를 타라
"급행열차를 타라"는 한국에서 제작된 김묵 감독의 1963년 영화이다. 김진규 등이 주연으로 출연하였고 백완 등이 제작에 참여하였다.

## 출연

### 주연
- 김진규
- 주증녀
- 황해

## 제작진
- 조명: 김용선
- 미술: 박석인